# Aspinatimonomma pseudomedanense
Aspinatimonomma pseudomedanense es una especie de coleóptero de la familia Monommatidae.

## Distribución geográfica
Habita en la isla de Penang (Malasia).